# Liste des évêques de Fidenza
Cette liste recense les archiprêtres puis les prévôts et enfin les évêques qui se sont succédé sur le siège de Borgo San Donnino qui prend le nom de Fidenza en 1927 ; la juridiction ecclésiastique prend alors le nom de diocèse de Fidenza. 

## Archiprêtres
- Araldo (1095-1142)
- Rinaldo (1142-1144)
- Uberto dalla Porta (1144-1162)
- Marco (1162-1196)

## Prévôts
- Gerardo da Sessa (1196-1202)
- Tiberio (1202)
- Ugo Sessi (1203-1214)
- Guidotto Sessi (1214-1235)
- Uberto Ottoni (1235-1272)
- Gherardo Aldighieri (1272-1284)
- Bussola Bussoli (1284-1298)
- Ugolino Rossi (1298)
- Rolando Rossi (1298-1304)
- Gherardo Cornazzani (1304-1317)
- Azzo da Correggio (1318-1330)
- Donnino da Bazzano (1330-1345)
- Paino Schizzi (1345-1377)
- Giacomo Subinago (1377-1406)
- Antonio Bernieri (1406-1456)
- Giovanni Meti dei Grepaldi (1456-1469)
- Leonardo Griffi (1471-1485)
- Francesco da Corte (1486-1502)
- Marc'Antonio da Corte (1502-1527)
- Matteo Passardo (1527-1528)
- Camillo Baldeo (1550-1552)
- Pantaleone Bianchi (1552)
- Giovanni Faloppio (1553)
- Figliuccio Figliucci (1553-1555)
- Guido Ascanio Sforza di Santa Fiora (1555-1562)
- Alessandro Sforza (1562-1581)
- Carlo Sozzi (1582-1598)
- Papirio Picedi (1598-1601)

## Évêques
- Papirio Picedi (1603-1606), nommé évêque de Parme
- Giovanni Linati (1606-1620), nommé évêque de Plaisance
- Alfonso Pozzi (1620-1626)
- Ranuccio Scotti Douglas (1627-1650)
- Filippo Casoni (1651-1659)
- Alessandro Pallavicini, O.S.B (1660-1675)
- Gaetano Garimberti, C.R (1675-1684)
- Nicolò Caranza (1686-1697)
- Giulio Della Rosa (1698-1699)
- Alessandro Roncovieri (1700-1711)
- Adriano Sermattei (1713-1719), nommé évêque de Viterbe et Tuscania
- Gherardo Zandemaria (1719-1731), nommé évêque de Plaisance
- Severino Antonio Missini (1732-1753)
- Girolamo Bajardi (1753-1775)
- Alessandro Garimberti (1776-1813)
  - Siège vacant (1813-1817)
- Luigi Sanvitale (1817-1836), nommé évêque de Plaisance
- Giovanni Tommaso Neuschel, O.P (1836-1843), nommé évêque de Parme
- Pier Grisologo Basetti (1843-1857)
- Francesco Benassi (1859-1871), nommé évêque de Guastalla
- Giuseppe Buscarini (1871-1872)
- Gaetano Camillo Guindani (1872-1879), nommé évêque de Bergame
- Vincenzo Manicardi (1879-1886), nommé évêque de Reggio d'Émilie
- Giovanni Battista Tescari (1886-1902)
- Pietro Terroni (1903-1907)
- Leonida Mapelli (1907-1915)
- Giuseppe Fabbrucci (1915-1930)
- Mario Vianello (1931-1943), nommé archevêque de Pérouse
- Francesco Giberti (1943-1952)
- Paolo Rota (1952-1960)
- Guglielmo Bosetti (1961-1962)
- Mario Zanchin (1962-1988)
- Carlo Poggi (1988-1997)
- Maurizio Galli (1998-2007)
- Carlo Mazza (2007-2017)
- Ovidio Vezzoli (2017-  )

## Sources
- http://www.catholic-hierarchy.org